# Troll (stacja antarktyczna)
Troll – całoroczna stacja antarktyczna należąca do Norwegii, znajdująca się na Ziemi Królowej Maud na Antarktydzie Wschodniej.

## Położenie i warunki
Stacja znajduje się na nunataku Jutulsessen, położonym około 235 km od wybrzeża Oceanu Południowego. Nazwa stacji wywodzi się od otaczających ją postrzępionych skał, które skojarzyły się polarnikom z siedzibami mitycznych trolli.
Średnia roczna temperatura w rejonie stacji to −25 °C; latem dochodzi do 0 °C, a zimą może spaść do −50 °C. Klimat jest bardzo suchy, choć czasami zdarzają się śnieżyce, które uniemożliwiają prace poza stacją.

## Historia i działalność
Stacja Troll została założona w 1990 roku jako stacja letnia. Po raz pierwszy zimowali tam w 2000 roku uczestnicy norweskiej wyprawy na biegun południowy. W lecie 2004/05 stacja została znacznie rozbudowana i przystosowana do użytku całorocznego, jednocześnie przygotowano lądowisko z niebieskiego lodu o długości 3000 m. Poprzednio transport był możliwy jedynie przez ocean – z RPA do krawędzi lodowca szelfowego i dalej drogą lądową. Obecnie stacja stanowi węzeł komunikacji lotniczej w ramach porozumienia 11 krajów, które posiadają stacje polarne na Ziemi Królowej Maud (DROMLAN, od ang. Dronning Maud Land Air Network Project). Obsługuje loty międzykontynentalne z i do Kapsztadu w RPA, podobnie jak rosyjska stacja Nowołazariewskaja.
Program badań antarktycznych Norweskiego Instytutu Polarnego prowadzonych w stacji Troll obejmuje: meteorologię, fizykę, w tym pomiary aktynometryczne, glacjologię i biologię. Pomiary ciśnienia powietrza, temperatury, wilgotności i prędkości wiatru są prowadzone zarówno na stacji, jak i przy lądowisku.

## Strefa czasowa
Na stacji zmiana czasu następuje 4-krotnie w ciągu roku.
- 1 marca z godziny 1:00 na 2:00 (UTC na UTC+1)
- w ostatnią niedzielę marca z godziny 2:00 na 3:00 (UTC+1 na UTC+2)
- w ostatnią niedzielę października z godziny 3:00 na 2:00 (UTC+2 na UTC+1)
- 7 listopada z godziny 2:00 na 1:00 (UTC+1 na UTC)